# Rigel

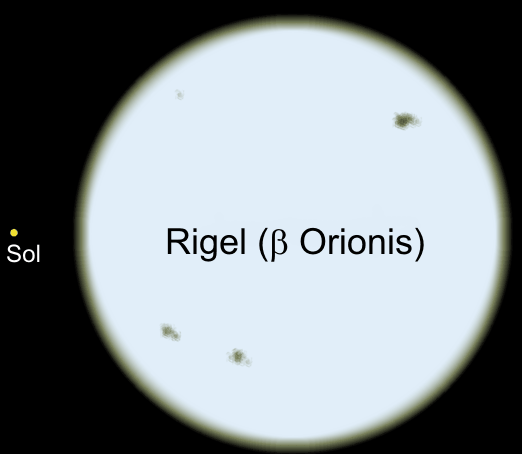
Storleksjämförelse mellan Rigel och vår egen sol.

Rigel (β Ori, β Orionis, Beta Orionis) är, trots att den är döpt till "beta", den ljusstarkaste stjärnan i stjärnbilden Orion och den sjunde ljusstarkaste stjärnan på natthimlen. Den har även det mindre använda namnet Algebar (Elgebar). Stjärnans namn betyder "vänster fot", efter det arabiska Rijl Jauza al-Yusra, som förtäljer stjärnans position i Orionkonstellationen.
Avståndet till Rigel är mellan 700 och 900 ljusår; Hipparcos bästa uppskattning är 773 ljusår (237 parsek), men felmarginalen är ganska stor. Rigel är en blåvit superjätte med spektralklass B8 Ia, och skiner 40 000 gånger starkare än solen. Rigel och Betelgeuse, båda i stjärnbilden Orion, är de överlägset ljusstarkaste stjärnorna i vårt lokala område i Vintergatans Orionarm, nästa ljusstarkare stjärna är Deneb som ligger så mycket som 3 300 ljusår bort (1 000 parsek) i Orionarmen.
Rigel är en trippelstjärna. Huvudstjärnan åtföljs av ett dubbelsystem, Rigel B och C, som kretsar varandra väldigt nära (28 AE). Rigel B/C kretsar i sin tur runt Rigel A på 2000 AE:s avstånd.
Rigel är också en oregelbunden variabel stjärna, som är ganska vanligt hos superjättar. Variationen kan vara så stor som 0,3 magnituder, med en medelperiod på 25 dygn. En fjärde stjärna i systemet föreslås ibland för att förklara variationerna, men det är sannolikt fysiska pulseringar på Rigels fotosfär som orsakar dem.